# Brigandine
Cet article possède un paronyme, voir Brigantine.
Pour les articles homonymes, voir Brigandine (homonymie).

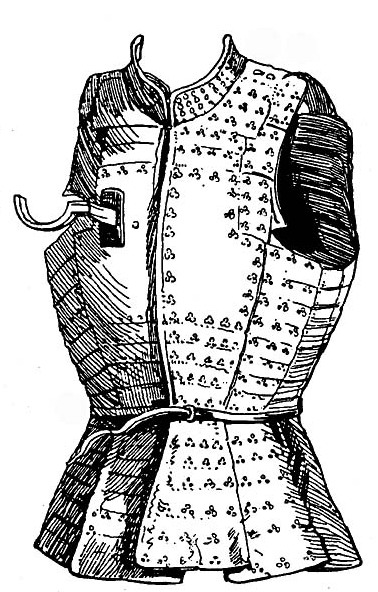
Brigandine du Handbuch der Waffenkunde («Manuel d'armement»), Wendelin Boeheim (1890).

La brigandine est une armure constituée de plaques rivetées sur du cuir ou du tissu.Fournissant une excellente protection, c'est une armure qui pouvait servir comme alternative moins chère au plastron et simple à fabriquer. Mais elle était également adoptée par la haute noblesse et la royauté. Pour ces raisons, elle est rapidement adoptée par les nombreux mercenaires du XIVe siècle qui portaient alors les noms de «routiers» ou «brigands», d'après le nom de cette armure.

## Historique
Le mot est aujourd'hui utilisé pour décrire toute sorte d'armure composé de plaques de métal rivetés à du tissu afin de former une protection pour le thorax.

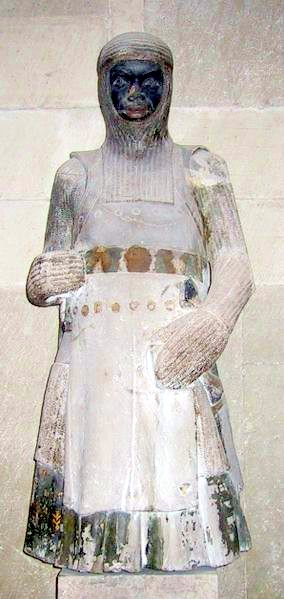
Cote de plaques du 13e siècle (cathédrale de Magdeburg)

En Europe occidentale, l'usage de la brigandine est uniquement attesté depuis le troisième quart du XIVe siècle. Avant cela on parlait de "cote de plaques". Cette armure, apparut au XIIIe siècle, était constitué de plaques relativement larges rivetés à du tissu ou du cuir afin de former une protection supplémentaire à la maille. Elle assumait une forme rectiligne au départ mais des modèles plus élaborés et sinueux apparurent au XIVe siècle. Dès la fin du XIVe siècle, on observe l'apparence de la véritable brigandine. Le principe de fonctionnement est le même que celui de la cote de plaques sauf qu'elle est plus bombée et se resserre à la taille. Ce changement est à la fois esthétique; la taille de guêpe et le buste bombé est devenu à la mode tout au long du bas Moyen Âge; et pratique. En effet, en s'appuyant sur la traille, le poids de la brigandine est déplacé des épaules et placé sur les hanches. C'est une des multiples techniques utilisées par les forgerons pour rendre l'harnois moins pesant et encombrant. 
Grâce à son faible coût comparé à celui des pièces d'armure en plates, elle est souvent adopté par l'infanterie à travers l'Europe. Au XVe siècle, les archers; qui étaient de la petite noblesse; devaient posséder au minimum une brigandine pour pouvoir faire leur service. En revanche, les hommes d'armes; de rang plus élevé; devaient se présenter avec des cuirasses.  Par contre, ce n'était pas uniquement une armure pour les moins aisés. Des versions plus élaborés de la brigandine étaient portés par la haute noblesse,.
Son emploi perdure durant le XVIe siècle mais décline à partir des années 1550, l'usage de la brigandine étant finalement abandonné dans les premières années du XVIIe siècle. Ces armures légères sont fabriquées par un brigandinier. Toutefois, il semble que l'usage de la brigandine a été très courant dans la Chine ancienne où le vêtement extérieur a été largement utilisé pour faire apparaître un uniforme, des insignes, des signes de reconnaissance. Par extension naturelle, on retrouve largement ce type d'armure, en Corée, en Mongolie ou en Inde (avec des spécificités locales, bien entendu) jusqu'au XIVe siècle.

## Description

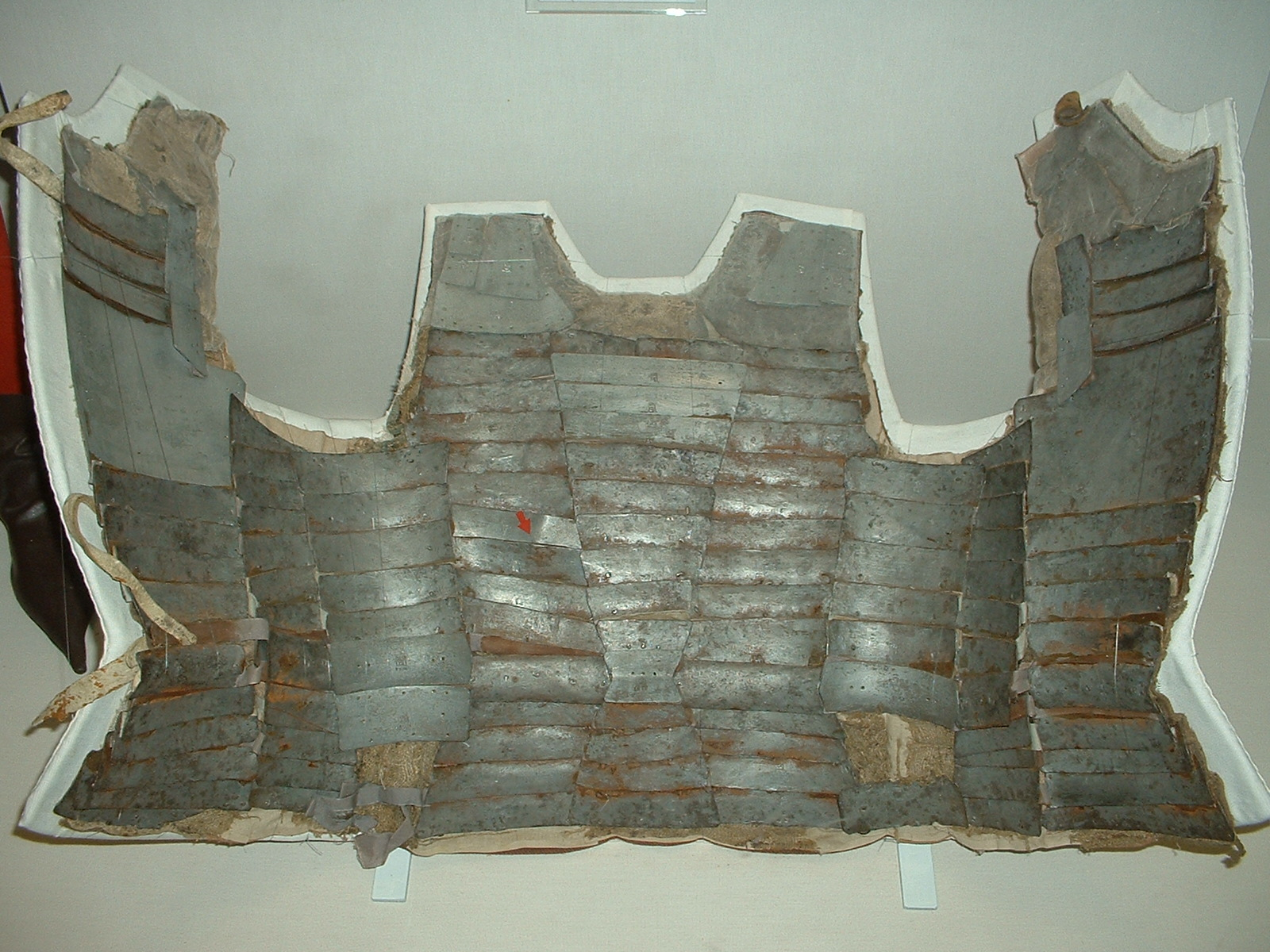
Intérieur d'une brigandine (Italie, vers le XVe siècle).

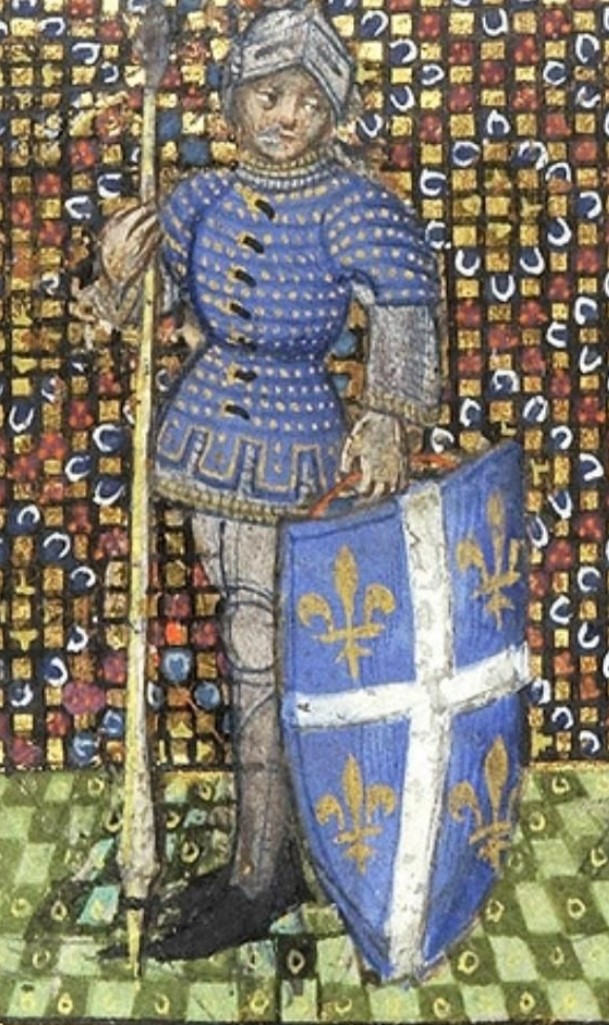
Brigandine dans un manuscrit du XVe siècle produit en Anjou.

Durant toute sa période d'utilisation en Europe, la fonction de cette protection varie peu. La brigandine fournit une protection du torse, de l'abdomen et de la partie supérieure des hanches à la façon d'un doublet dépourvu de manches et créant une silhouette bombée à taille de guêpe. Des protections de bras et de cuisse, à la façon respectivement des spalières et tassettes des armures, complètent parfois la brigandine.
Cette armure est composée de petites plaques métalliques carrées ou rectangulaires rivetées à une couche externe de cuir ou de toile épaisse (lin ou velours), les plaques se chevauchant. Une couche de tissu interne peut être présente. Les plaques sont souvent étamées pour éviter la corrosion surtout dans le cas où il n'existe pas une couche de tissu interne. Certaines formes de brigandines des XIVe et XVe siècles comportent une protection renforcée au niveau des poumons composée de deux grandes plaques en forme de «L» adossées. La Brigandine se ferme via des sangles d'épaule et une série de sangles sur le devant, à la façon d'une veste ou parfois à l'aide d'aiguillettes passées dans des œillets cousus. La fermeture par un lien sur le côté devient plus fréquente au cours du XVIe siècle. 
Parmi les protections apparentées (composite de métal et de cuir/tissus) en Europe occidentale, on peut citer la cotte de plaques, dont les plaques sont plus grandes et non chevauchantes ou la jacques de plaques, composée de plaques (en général de récupération d'autres armures) non chevauchantes et non pas rivetées mais fixées au support de tissus/cuir par un lien passant dans un trou unique pratiqué dans chaque plaque.